# George Washington Masonic National Memorial
Das George Washington Masonic National Memorial ist ein monumentaler Freimaurertempel, errichtet zum Angedenken an George Washington, den ersten Präsidenten der USA und praktizierenden Freimaurer. Er liegt in Alexandria (Virginia) auf der Spitze von Shuter’s Hill und eröffnet ein Panorama von Alexandria und Washington, D.C. Der zehnstöckige Turm ist dem antiken Leuchtturm von Alexandria nachempfunden. Die nächstgelegene U-Bahn-Station ist King Street, auch ein Amtrak-Bahnhof liegt nahe.
Der 101 m hohe Bau wurde 1922 begonnen und 1932 beendet. Die Baukosten beliefen sich auf 600 Mio. US-Dollar.
Die Einweihung, an der auch Präsident Herbert Hoover teilnahm, erfolgte am 12. Mai 1932.
Es ist das einzige freimaurerische Bauwerk der USA, das von allen 52 Großlogen finanziert wird (normalerweise erfolgt die Finanzierung nur auf den Bundesstaat bezogen). Hier finden sich auch zahlreiche Erinnerungsstücke an George Washingtons maurerische Arbeit.

## Das Gebäude
Das Memorial wurde ausschließlich durch Spenden finanziert. Die Planung oblag der New Yorker Architektenfirma Helmle & Corbett. Der klassizistische Bau ist im Eingangsbereich der strengen dorischen Säulenordnung verpflichtet; die drei Unterteilungen des Turms sind im dorischen, ionischen und korinthischen Stil ornamentiert. An der Turmspitze findet sich eine Pyramide mit stilisierter Flamme (als Erinnerung an den Leuchtturm). Alle Wandgemälde im Inneren stammen von Allyn Cox.
Bauherr, Eigentümer und Betreiber ist die George Washington Masonic National Memorial Association, die 1910 gegründet wurde.
Es ist seit Juli 2015 im National Register of Historic Places gelistet. Zeitgleich erhielt das Bauwerk den Status eines National Historic Landmarks zuerkannt.

## In den Medien und der Populärkultur
Eine Szene aus dem 2007 Mystery-Abenteuer Film Das Vermächtnis des geheimen Buches wurde im Memorial Theatre gefilmt. Die Bühne im Theater war ein Standplatz für einen Vorlesungssaal. Eine zusätzliche Szene wurde in der Gedenkhalle gefilmt.
Das Denkmal wurde auch kurz in dem Bestseller-Roman des Autors Dan Brown 2009, Das verlorene Symbol, dargestellt. Das Denkmal wird in Kapitel 78 besprochen, aber nicht von den Protagonisten des Romans besucht. Als das Buch 2009 veröffentlicht wurde, erregte die Gedenkstätte große Aufmerksamkeit in den Medien. Der Discovery Channel filmte einen Teil einer Dokumentation über die Freimaurerei an der Gedenkstätte im August 2009 (es wurde im Oktober 2009 ausgestrahlt). Brown selbst empfahl, dass der Co-Moderator Matt Lauer der The Today Show das Denkmal besuchen sollte, sodass Lauer anschließend ein Segment im Royal Arch Room filmte (es wurde am 14. September 2009 ausgestrahlt, einen Tag bevor Browns Buch veröffentlicht wurde). NBC Nightly News interviewte das Memorial-Personal um ungefähr dieselbe Zeit, und Dateline NBC nahmen ebenso einen Teil eines Segments auf Browns Buch an der Gedenkstätte auf (es wurde am 16. Oktober 2009 ausgestrahlt).
C-SPAN strahlte ein spezielles Programm über das Gebäude (George Washington Masonic National Memorial) am 21. Dezember 2010 aus (der 100. Jahrestag der Schaffung der regierenden Vereinigung der Gedenkstätte).